# Ingelheim am Rhein
Ingelheim am Rhein är en stad i Landkreis Mainz-Bingen i det tyska förbundslandet Rheinland-Pfalz. Ingelheim am Rhein har cirka 36 000 invånare.
Ingelheim har sex stadsdelar: Nieder-Ingelheim, Frei-Weinheim, Ober-Ingelheim, Sporkenheim, Ingelheim-West och Großwinternheim. De tidigare kommunerna Heidesheim am Rhein och Wackernheim uppgick i staden 1 juli 2019.
I staden har läkemedelskoncernen Boehringer Ingelheim sitt huvudkontor.